# James Tomkins
 Denne artikel omhandler fodboldspilleren. For roeren, se James Tomkins (roer).
James Oliver Charles Tomkins (født 29. marts 1989 i Basildon, England) er en engelsk fodboldspiller, der spiller som midterforsvarer hos Premier League-klubben Crystal Palace. Han har tidligere spillet en årrække hos West Ham.
Tomkins var i 2008 i en kort periode udlejet til Derby County, hvor han nåede at spille syv kampe.

## Landshold
Tomkins har (pr. april 2018) endnu ikke optrådt for Englands A-landshold, men har spillet adskillige kampe for landet på både U-15, U-16, U-17 og U-19 niveau.